# Mike Leclerc
Mike Leclerc (né le 10 novembre 1976 à Winnipeg dans la province de Manitoba au Canada) est un joueur professionnel canadien de hockey sur glace. Il évoluait au poste d'ailier gauche.

## Biographie
Mike Leclerc débute en tant que junior avec les Saints de Saint-Boniface de la Ligue de hockey junior du Manitoba (LHJM) en 1991-1992 en plus de jouer deux matchs avec les Cougars de Victoria de la Ligue de hockey de l'Ouest (LHOu). Il joue également pour les Cougars de Prince George ainsi que les Wheat Kings de Brandon dans la LHOu. Au terme de la saison 1994-1995, il est repêché par les Mighty Ducks d'Anaheim au 55e rang du repêchage d'entrée dans la LNH 1995.
Il joue sa première saison professionnelle en 1996-1997 avec les Bandits de Baltimore de la Ligue américaine de hockey et réalise 56 points, dont 29 buts, en 71 matchs et figure sur l'équipe d'étoiles des recrues de la LAH. Il fait ses débuts dans la LNH avec les Mighty Ducks lors de cette même saison en jouant cinq matchs. 
Il obtient un poste régulier avec les Ducks en 1999-2000 en jouant 69 des 82 matchs de la saison. Il joue sa seule saison complète en 2001-2002 en jouant tous les matchs de son équipe et réalise ses meilleurs totaux dans la ligue nationale (20 buts, 24 aides et 44 points). Il atteint la finale de la Coupe Stanley avec les Mighty Ducks lors des séries 2003 alors que son équipe se fait battre en 4 matchs à 3 contre les Devils du New Jersey.
Le 23 août 2005, il est échangé aux Coyotes de Phoenix contre un choix au repêchage de 2007. Au bout de 35 matchs avec les Coyotes, il est échangé en cours de saison aux Flames de Calgary avec Brian Boucher contre Philippe Sauvé et Steven Reinprecht.

## Statistiques
| Saison     | Équipe                     | Ligue          |     | Saison régulière | Saison régulière | Saison régulière | Saison régulière | Saison régulière |    | Séries éliminatoires | Séries éliminatoires | Séries éliminatoires | Séries éliminatoires | Séries éliminatoires |
| Saison     | Équipe                     | Ligue          | PJ  | B                | A                | Pts              | Pun              | PJ               | B  | A                    | Pts                  | Pun                  |                      |                      |
| 1991-1992  | Saints de Saint-Boniface   | LHJM           | 43  | 16               | 12               | 28               | 25               | -                | -  | -                    | -                    | -                    |                      |                      |
| 1991-1992  | Cougars de Victoria        | LHOu           | 2   | 0                | 0                | 0                | 0                | -                | -  | -                    | -                    | -                    |                      |                      |
| 1992-1993  | Cougars de Victoria        | LHOu           | 70  | 4                | 11               | 15               | 118              | -                | -  | -                    | -                    | -                    |                      |                      |
| 1993-1994  | Cougars de Victoria        | LHOu           | 68  | 29               | 11               | 40               | 112              | -                | -  | -                    | -                    | -                    |                      |                      |
| 1994-1995  | Cougars de Prince George   | LHOu           | 43  | 20               | 36               | 56               | 78               | -                | -  | -                    | -                    | -                    |                      |                      |
| 1994-1995  | Wheat Kings de Brandon     | LHOu           | 23  | 5                | 8                | 13               | 50               | 18               | 10 | 6                    | 16                   | 33                   |                      |                      |
| 1995       | Wheat Kings de Brandon     | Coupe Memorial | 4   | 0                | 1                | 1                | 2                | -                | -  | -                    | -                    | -                    |                      |                      |
| 1995-1996  | Wheat Kings de Brandon     | LHOu           | 71  | 58               | 53               | 111              | 161              | 19               | 6  | 19                   | 25                   | 25                   |                      |                      |
| 1996       | Wheat Kings de Bradnon     | Coupe Memorial | 4   | 1                | 3                | 4                | 12               | -                | -  | -                    | -                    | -                    |                      |                      |
| 1996-1997  | Bandits de Baltimore       | LAH            | 71  | 29               | 27               | 56               | 134              | -                | -  | -                    | -                    | -                    |                      |                      |
| 1996-1997  | Mighty Ducks d'Anaheim     | LNH            | 5   | 1                | 1                | 2                | 0                | 1                | 0  | 0                    | 0                    | 0                    |                      |                      |
| 1997-1998  | Mighty Ducks de Cincinnati | LAH            | 48  | 18               | 22               | 40               | 83               | -                | -  | -                    | -                    | -                    |                      |                      |
| 1997-1998  | Mighty Ducks d'Anaheim     | LNH            | 7   | 0                | 0                | 0                | 6                | -                | -  | -                    | -                    | -                    |                      |                      |
| 1998-1999  | Mighty Ducks d'Anaheim     | LNH            | 7   | 0                | 0                | 0                | 4                | 1                | 0  | 0                    | 0                    | 0                    |                      |                      |
| 1998-1999  | Mighty Ducks de Cincinnati | LAH            | 65  | 25               | 28               | 53               | 153              | 3                | 0  | 1                    | 1                    | 19                   |                      |                      |
| 1999-2000  | Mighty Ducks d'Anaheim     | LNH            | 69  | 8                | 11               | 19               | 70               | -                | -  | -                    | -                    | -                    |                      |                      |
| 2000-2001  | Mighty Ducks d'Anaheim     | LNH            | 54  | 15               | 20               | 35               | 26               | -                | -  | -                    | -                    | -                    |                      |                      |
| 2001-2002  | Mighty Ducks d'Anaheim     | LNH            | 82  | 20               | 24               | 44               | 107              | -                | -  | -                    | -                    | -                    |                      |                      |
| 2002-2003  | Mighty Ducks d'Anaheim     | LNH            | 57  | 9                | 19               | 28               | 34               | 21               | 2  | 9                    | 11                   | 12                   |                      |                      |
| 2003-2004  | Mighty Ducks d'Anaheim     | LNH            | 10  | 1                | 3                | 4                | 4                | -                | -  | -                    | -                    | -                    |                      |                      |
| 2005-2006  | Coyotes de Phoenix         | LNH            | 35  | 9                | 12               | 21               | 29               | -                | -  | -                    | -                    | -                    |                      |                      |
| 2005-2006  | Flames de Calgary          | LNH            | 15  | 1                | 4                | 5                | 8                | 3                | 0  | 0                    | 0                    | 2                    |                      |                      |
| Totaux LNH | Totaux LNH                 | Totaux LNH     | 341 | 64               | 94               | 158              | 288              | 26               | 2  | 9                    | 11                   | 14                   |                      |                      |

## Trophées et honneurs personnels
- 1995-1996 :
  - deuxième équipe d'étoiles de l'Association de l'Est de la LHOu.
  - champion de la Coupe du Président avec les Wheat Kings de Brandon.
- 1996-1997 : équipe d'étoiles des recrues de la LAH.